# Formazioni di Voleybolun 1.Ligi turca di pallavolo femminile 2011-2012
Formazioni delle squadre di pallavolo partecipanti alla stagione 2011-2012 del Voleybol 1. Ligi turca.